# 佐藤亜美菜
佐藤 亜美菜（さとう あみな、1990年〈平成2年〉10月16日 - ）は、日本の声優、女優、ラジオパーソナリティであり、女性アイドルグループ・AKB48の元メンバー。東京都出身。大沢事務所所属。既婚。

## 略歴
2000年、舞夢プロに所属し、『いつみても波瀾万丈』（日本テレビ）の再現ドラマでデビューした。子役として活動し、2005年3月までに舞夢プロを退所している。
2007年5月に行われたAKB48のオーディションに合格し、研究生となる。更に研究生18人の中から「ひまわり組」の公演に参加する4人に選ばれ、7月にAKB48劇場での公演に初出演した。その後、2008年4月に当時のチームAに昇格した。
2009年7月に行われたAKB48初の選抜総選挙であるAKB48 13thシングル 選抜総選挙において8位を獲得し、「言い訳Maybe」の歌唱メンバーとなった。これが自身初めてのシングルCDのタイトル曲の歌唱メンバーへの選抜であった。
2009年には、アニメ『うさるさん。』やゲーム『闘真伝』に声優として参加し、ブロードウェイ・ミュージカル『フットルース』で初舞台を踏むなど、多方面での挑戦を始めた。
AKB48をモチーフとしたアニメ『AKB0048』（2012、2013年）では、AKB48グループ内でのオーディションの結果、メインキャラクターの担当声優9人のうちの1人に選ばれ、一条友歌役を務めた。それ以外にも『森田さんは無口。』（2011年）や『坂道のアポロン』（2012年）などいくつかのアニメに声優として参加した。
一方、舞台についても複数の作品に出演した。2010年4月にAKSから舞台作品の制作も行うアトリエ・ダンカンに移籍している。なお、2013年4月に再びAKSに移籍した。
2011年4月からはラジオ日本『AKB48佐藤亜美菜の「この世に小文字はいりません!」』で単独ラジオパーソナリティーを務める。AKB48卒業後も「佐藤亜美菜の『この世に小文字はいりません!」』として番組は継続し、2016年3月まで放送された。放送終了の翌週からは文化放送 超!A&G+で放送される一人しゃべり番組『佐藤亜美菜のアミメン!』で再びラジオパーソナリティーを務めている。
研究生からの昇格当初はチームAに所属したが、いわゆる「組閣」に伴い、2010年5月に柏木チームBに、2012年11月に大島チームKに異動している。2013年12月に声優を目指すとして、AKB48からの卒業を発表、2014年1月にAKB48劇場で卒業公演が行われた。また、同年5月に行われた「『次の足跡』劇場盤 発売記念大写真会」がAKB48として最後の活動となった。
2014年6月に声優を中心にマネジメントを行う大沢事務所に所属した。以降、声優としてアニメやゲームのキャラクターボイスや吹き替えなどを担当する。
梨田織葉役で出演したアニメ『トリアージX』（2015年）や桜ヶ丘七海役で出演したアニメ『ガーリッシュナンバー』（2016年）、橘ありす役で出演するゲーム『アイドルマスター シンデレラガールズ』（2014年 - ）、江雪左文字役で出演するゲーム『天華百剣 -斬-』（2017年 - ）ではキャラクターソングの歌唱やライブパフォーマンスも行う。

### 年表
2007年
- 5月27日、『AKB48 第一回研究生（4期生）オーディション』に合格[1]。
- 7月1日、AKB48劇場公演デビュー。

2008年
- 4月15日付で、旧チームAメンバーに昇格。
- 12月20日、JCBホールで開催された『年忘れ感謝祭 シャッフルするぜ、AKB! SKEもよろしくね』では、骨折を観客に公表せず出演した。

2009年
- 6月から7月にかけて実施された『AKB48 13thシングル 選抜総選挙「神様に誓ってガチです」』では8位となり、自身初のシングル表題曲の選抜入り、そしてメディア選抜入りを果たした。
- 8月23日に開催された『読売新聞創刊135周年記念コンサート AKB104選抜メンバー組閣祭り』の夜公演において、同年10月よりチームBに異動することが発表され、2010年5月21日に異動した。

2010年
- 3月25日に開催された『AKB48 満席祭り希望 賛否両論』の夜公演において、片山陽加とともにAKSからアトリエ・ダンカンへの移籍打診が発表され、4月14日に移籍した。
- 5月14日、アメーバブログにて、オフィシャルブログ『あみなといっしよ。』をスタート[26]。
- 5月から6月にかけて実施された『AKB48 17thシングル 選抜総選挙「母さんに誓って、ガチです」』では18位となり、シングル選抜入りを果たした。

2011年
- 4月5日、初の冠番組『AKB48佐藤亜美菜の「この世に小文字はいりません!」』[27]（ラジオ日本）がスタートし、ラジオパーソナリティとなる。
- 5月25日に発売された21stシングル「Everyday、カチューシャ」のType-Bに収録されたカップリング曲「人の力」で初のセンターを担当した。
- 5月から6月にかけて実施された『AKB48 22ndシングル 選抜総選挙「今年もガチです」』では18位となり、総選挙における3年連続のシングル選抜入りを果たした。
- 7月16日から8月14日にかけて上演された舞台『DUMP SHOW!』で、初主演（当時チームA・倉持明日香とのダブルキャスト）を果たす。
- 12月13日に開催されたテレビアニメ『AKB0048』声優公開オーディションに合格し、声優選抜入りを果たした。

2012年
- 4月26日、『AKB0048』声優選抜メンバー9名による新ユニット「NO NAME」の結成が発表される。同作の主題歌「希望について」と「夢は何度も生まれ変わる」を歌う[28]。
- 5月から6月にかけて実施された『AKB48 27thシングル 選抜総選挙』では21位で、アンダーガールズ入りを果たした[29]。
- 8月24日、『AKB48 in TOKYO DOME 〜1830mの夢〜』初日公演において、チームKに異動することが発表され、同年11月1日に異動した[30]。

2013年
- 2月23日、向谷実&佐藤亜美菜・倉持明日香・中村麻里子from AKB48名義で「もうこんなじかん」をリリース。また、この曲で作詞家デビューを果たした[31]。
- 3月31日、アトリエ・ダンカンとの契約が終了、AKSに戻る。
- 4月1日、AKSに移籍。
- 4月10日に発売のNO NAMEの2ndシングル「この涙を君に捧ぐ」とアニメ『AKB0048 next stage』のOP「主なきその声」を歌う。
- 5月から6月にかけて実施された『AKB48 32ndシングル 選抜総選挙』では33位でネクストガールズに選出されたほか、自身初かつ本選挙におけるAKB48正規メンバー・研究生中唯一の単独センターの地位を獲得した[32]。
- 12月22日に行われた大島チームK公演でAKB48からの卒業を発表[33]。

2014年
- 1月15日、チームK公演において卒業公演が実施された[34]。
- 5月24日、東京ビッグサイトで行われた「『次の足跡』劇場盤 発売記念大写真会」をもって、AKB48としての活動を終了[注 1]。
- 6月1日、声優のマネジメントを主体とする大沢事務所へ移籍[21]。
- 11月20日、声優転身後初めて出演した3DSソフト『ドーリィ♪カノン ドキドキ♪トキメキ♪ヒミツの音楽活動スタートでぇ〜す!!』が発売。

2015年
- 4月、声優転身後初めてレギュラーとして、TVアニメ『トリアージX』に出演。
- 11月18日、初のソロキャラクターソングCD 「in fact」を橘ありす名義で発売。

2016年
- 3月、初の冠ラジオ番組であった『佐藤亜美菜の「この世に小文字はいりません!」』 の放送が終了。
- 4月、文化放送 超!A&G+にて冠番組『佐藤亜美菜のアミメン!』が配信開始。

2019年
- 2月1日、ラジオ番組の公式Twitterで一般男性と結婚していたことを発表した[35]。

2021年
- 12月13日、『佐藤亜美菜のアミメン!』番組終了。2022年2月21日にイベント「アミメン！の前室」を開催。

2025年
- 5月7日、卵巣嚢腫の摘出手術を受けたことを報告した[36]。

## 人物
- 愛称には主に、「あみな[7]」「あみなちやん[37]」（小書き文字の「ゃ」ではなく、大文字の「や」）が用いられる。また、片山陽加からは「あみなはん」[38]、永尾まりやからは「あみねぇ」[39]、古畑奈和からは「あまめぇちゃん」[40]と呼ばれている。
- 公式ブログ『あみなといっしよ。』のタイトルは、本人がその時思ったことを書いている。ブログの文章では、上述の愛称と同様に、「ゃ」「ゅ」「ょ」などの小文字を敢えて大文字にすることが多く、公式ブログに度々登場する「にんたはうす」とは親友の家を指し、「にんた」は親友の飼い猫である[41][42]。
- 趣味は、時には3時間程度にも及ぶ長電話、プラ板クラフト（主としてキーホルダー作り）、カラオケ、映画など[42]。一人っ子で、一人で行動することが好きで、カラオケは、人から誘われても敢えて断って一人カラオケをしたり、映画を見る時も一人でないと駄目と発言している[43]。また、ニコニコ動画が好きで、「踊ってみた」動画などをよく見ている[43]。軍服[44]や、男装癖のある女性に興味があり『うそつきリリィ』など女性っぽいタイプの男性を描いた少女マンガを読んでいる[45]。
- 特技は、「広く浅く」がモットーということもあって、特に無いとしている[43]。
- 自身がAKB48のファンで、「好きなアーティストは誰か?」という質問に「AKB48」と答えている。AKB48以外ではシンガーソングライター・柴田淳が大好きだと公言している。『AKB48のオールナイトニッポン』で柴田の楽曲「人魚の声」を流した際に、柴田は自身のブログで亜美菜について言及している[46]。その後亜美菜は柴田の誕生日である11月19日にブログ上で柴田について言及している[47]。ロックバンド・Base Ball Bearのファンでもあり、初めて『リッスン? 〜Live 4 Life〜』のパーソナリティを担当した際のゲストはボーカルの小出祐介だった。その番組内ではBerryz工房・嗣永桃子推しであることも発言している（ちなみに小出もBerryz工房のファンである）。Base Ball Bearについてはライブに行ったこともある[48]。また、DOMINOのshioriと仲が良い[49]。
- 2021年8月、健康診断をした時に以前の身長が156cmだったが、今回の計測にて159.1cmと言われ「佐藤亜美菜のアミメン！」番組内でメジャーでも目測で約160cmに近い位置にあるということで約3cm伸びていることが分かった。

### AKB48
- シングル表題曲の選抜回数は3回（通常選抜:0回、選抜総選挙:3回、じゃんけん大会:0回）である。後述のとおり、全メンバーの中で唯一の「選抜経験が選抜総選挙のみ」となっている。
- 元々オーディションを受験する前から握手会にも度々行っていたほどのAKB48のファンだったため、「AKBが好きな気持ちは、メンバーの誰よりも負けない自信がある」[43]。
  - 『AKBINGO!』2012年5月16日・23日・30日放送分の企画「ザAKB検定」では、AKB48のことが大好きな芸人たちに混じり、回答者側で出場した。
- キャッチフレーズは、「愛されたい、愛したい、でもやっぱり愛されたい」。
- じゃんけん大会でのキャッチフレーズは以下のとおり。
  - 第1回（2010年）「ヒロインは悲劇を超えて　なお戦う　ひたむきな努力が生んだドリームガール」（「悲劇」が具体的に何を指すのかは明らかにされていない）[50]。
  - 第2回（2011年）「涙は捨てた非情のシンデレラ!」 - 22ndシングル選抜総選挙において壇上で公約通り泣かずに笑顔でコメントを出したことに由来。
  - 第3回（2012年）「アイドルの番人」
  - 第4回（2013年）「推し変不能のシュガーボイス」
- 同期である4期生の間では 倉持明日香と仲が良く、「家族以上」の関係[43]。取材で一緒になることも多い。また、卒業した成瀬理沙（元・なないろファンタジー）とも仲が良く会いに行くことがある。倉持・成瀬に出口陽（SKE48）を加えて4人で「Team 4」と呼んでいる[51][注 2]。
  - 倉持がインフルエンザで武道館公演を休み、また同期の卒業公演に出られなかったことが原因でAKBを辞めようと思い、亜美菜に電話で「辞める」と話したが、亜美菜に泣きながら止められたとのエピソードがある[52]。
  - 2012年10月17日、22歳の生誕祭公演では倉持からの手紙が読まれた。以下は一部を掲載したものである。

| 「 | なんて今時な目がクリクリしたかわいい女子高生なんだろう。それが初めて会った亜美菜の印象でした。私は絶対亜美菜と同じチームになる、そう思っていたから最初の昇格でお互い違うチームになった時は正直寂しかったんだ。でも亜美菜はそんな私に『亜美菜と明日香ちゃんは同じチームになっちゃうとずっと一緒に居過ぎるから、バラバラのチームで良かったんだよ。そのほうがずっと仲良しでいられるよ。』って言ってくれたのを覚えています。大好きな亜美菜との思い出は数え切れないくらいたくさんあるけど、一番の思い出は「君のことが好きだから」のミュージック・ビデオ撮影で前の日にみんなで泊まってた時、寂しかったから、亜美菜を部屋に呼んで2人でトトロごっこをしたことです。11月から始まる新チーム、やっと亜美菜と同じチームになれたことがすごく嬉しくて嬉しくて。これからもずっとずっとよろしくね。 | 」 |

- 旧チームA(初代)では同期の中田ちさとと仲が良かった。
- 『AKB104 選抜メンバー組閣祭り』で自身のチームBへの異動が発表された際、ショックのため意識を失い救護室に運び込まれた[53]。
- 柏木チームBでは北原里英、柏木由紀とチームA(高橋)では高城亜樹と仲が良い。20歳の誕生日の際には柏木と北原とでサプライズパーティをしてもらったことがあった。このほか佐藤すみれ、鈴木紫帆里とも仲が良く、2012年4月6日放送分『AKB48のオールナイトニッポン』は秋元康の推薦により3人での出演となった。
- 大島チームKでは元メンバーの仲谷明香と仲が良く、仲谷の卒業公演では亜美菜が贈る手紙を読んだ。
- 鈴木まりやとはAKB48加入前の中学校3年のころからの友達。
- 2011年現在、最も仲が良いのは梅田彩佳とのことで[54]、些細な話で電話したはずが、「将来のAKBについて」語り合う長電話になることもあるという[43]。
- 高橋みなみを尊敬している。「パフォーマンス、日頃のマナー、全部完璧」とのこと。その他、研究生時代は「全然しゃべれなくて、全然ついていけなく、取り残された」などで悩んだ時期があり、話の輪に率先して引き入れてくれたという。またその影響で、研究生が劇場公演のアンダーで出演した際はチームの盛り上げに研究生がついていけているかを気にしており、ある時は亜美菜が休演した際にアンダーで入った島崎遥香がMCできちんと話せていたかを気にする内容のブログを掲載している[55][56]。
- 元SKE48の平松可奈子とは、CRびっくりぱちんこ銭形平次withチームZ（パチンコ「びっくりぱちんこ 銭形平次 with チームZ」[57]テーマソングを担当するAKB48姉妹ユニット混成型ユニット）結成を契機に仲良くなった[58]。
- 前述の通り、「人の力」では初のセンターを担当しており一番好きなミュージック・ビデオとしてこの曲を上げている[59]。収録中に仲川遥香に衣装を落書きされた(落書きのシーンはMVに収録されている)。
- 元HKT48の古森結衣のことを気に入っている[60]。古森がHKT48を脱退する際には、脱退が発表される前日に古森がGoogle+へ最初に投稿した文章を共有し、「おどってるうしろすがたでメンバーを好きになるなんてういたんがはじめてだったよ　なにもできなくて　うたっておどってるういたんがだいすき」と古森への想いを投稿している[61]。
- YJ7（ヤンジャンセブン[62]）のメンバー。
- 『AKB48 リクエストアワーセットリストベスト100』では、佐藤姓の他のメンバー（佐藤すみれ、佐藤夏希、佐藤由加理）とともにユニット『シュガー』を結成してMCを行っており、2011年には最終日のMVPを獲得した[63]。
- 亜美菜自身もラジオを聴くことが好きでAKB48メンバーが出演するラジオ番組も聴くこともあるという[注 3]。そういうこともあって将来の夢はラジオパーソナリティであったが、『AKB48佐藤亜美菜の「この世に小文字はいりません!」』でラジオパーソナリティとして出演することになり、夢を実現した。
- ラジオでは、よくセクシー・トークを繰り広げる[65]。
- メンバーがランダムで出演する『AKB48のオールナイトニッポン』の出演回数は25回（2013年11月22日時点）とメンバー中最多であり、そのことについてはブログで「私の誇り」と語っている[66]。第182回の『トークセンター決定戦』では、トークセンターの座を獲得した[67]。
  - 2011年4月8日放送分では、増田有華が楽屋で「ゆっぱい」と呼ばれていることを公表している[68]。
  - 2011年11月11日放送分では、梅田・松井咲子とほぼ全編セクシートークに終始した[69]。
  - 2012年1月20日放送分では、「私はみんなの期待に応えなければいけない」と発言した後、梅田と指原莉乃の下着の色を暴露した。リスナーの母親から「アイドルが言うことではない」と指摘されると、冷静な口調で「お母さん、聞いていますか。AKB48のチームBの佐藤亜美菜です。アイドルがそんなこと言わないといいますけど、今時は型にはまり過ぎるとですね、埋もれるという傾向がありまして、少しでも少しでも違うところをいきたい、隙間があれば入りたい、そういう気持ちがありまして、誰も触れていない“シモ（ネタ）”の方に手を出してみた所存でございます」と説明した[70]。

### 選抜総選挙関連
- 順位の推移

| 開催回数（開催年） | 最終順位 | 最終獲得票数 | 中間順位 | 速報順位 | 通算選抜回数 | 備考                          |
| ------------------ | -------- | ------------ | -------- | -------- | ------------ | ----------------------------- |
| 第1回（2009年）    | 8位      | 2,117票      | 18位     | 15位     | 1回          | メディア選抜                  |
| 第2回（2010年）    | 18位     | 6,921票      | 19位     | 16位     | 2回          | 選抜                          |
| 第3回（2011年）    | 18位     | 16,574票     | -        | 18位     | 3回          | 選抜                          |
| 第4回（2012年）    | 21位     | 17,009票     | -        | 21位     | -            | アンダーガールズ              |
| 第5回（2013年）    | 33位     | 19,569票     | -        | 圏外     | -            | ネクストガールズ （センター） |

- シングルCD表題曲の選抜メンバーに3度選ばれているが、いずれも上表のとおり総選挙によるものであり、通常のシングル曲の選抜経験は過去一度もない。「選抜経験が選抜総選挙のみ」であるのはAKB48グループの現役・OGメンバーの中で亜美菜のみである（AKB48のシングルに限定するとOGの浦野一美も該当）。また「通常のシングル曲の選抜経験がなく選抜総選挙で3度の選抜入り」を果たしたのはAKB48グループの現役・OGメンバーを含め唯一の記録となっている。
- 後述する第1回総選挙でメディア選抜入りを果たしたため、一部マスコミに「総選挙の申し子」や「シンデレラガール」と称されたこともある[71]。

第1回（2009年）
- 2009年の13thシングル選抜総選挙（第1回）では前述のとおり8位にランクインし、初の選抜入りとなった。
  - 当時は劇場公演のアンダーとして活動していたものの、同期の倉持明日香や後輩の宮崎美穂がメディアで華々しく活動し、さらに北原里英、仁藤萌乃、指原莉乃、当時研究生だった小森美果などの後輩も続々とシングル表題曲の選抜メンバー入りを果たしていき、さすがに「取り残された感」を感じたという[72]。
  - 速報では15位。Gロッソの公演後、過呼吸で介抱されている時にスタッフから『15位、佐藤亜美菜』の文字が印刷された速報の紙を手渡された。そのとき『私がんばっているじゃん！』『AKB48にいるじゃん！』との想いがこみ上げ、その後倉持明日香から『私は14位だから亜美菜ちゃんが隣にいるよ！一緒に選抜入ろうね！』とのメールが入り実感が湧いてきたという[73]。
  - 7月8日に開催された開票イベントで21位（選抜のボーダーライン）に速報で一つ上の順位だった倉持の名が呼ばれたため、「アンダーガールズ入りか」と亜美菜は思ったが、選抜でもアンダーガールズ（22位 - 30位）でも名前が呼ばれることはなく、この時点で落選したと諦めていた[注 4]。「やっぱりテレビに出ていなくちゃ、私のことなんて気付いてもらえないんだ」と下を向き泣き続けていたが、司会の戸賀崎智信から「第8位　AKB48チームA　佐藤亜美菜」と名前を呼ばれると、その日一番の歓声と熱気に包まれた。壇上では「歌手や女優になりたくてAKB48をステップにするつもりで入ったのではなく、AKB48が本当に好きでAKB48になりたくて入って、いろいろな公演に出たかったから自分からほかのチームのダンスを覚えた」「テレビや雑誌に出ているほかの子たちみたいに私はキラキラしていないから、AKB48に貢献できてないと思っていて、でも選抜に入ることができて本当にうれしい」と涙ながらに今までの気持ちとファンへの感謝を伝えた[73]。
  - 中間発表から最終締切までの期間で投票された数は1,423票で、1位の前田敦子を超え、全メンバーの中で最多の得票数となった。
  - 秋元康は「劇場でひたむきに頑張り続けたことでファンのハートを打ち抜けた」と第1回選抜総選挙の最大のサプライズとしてこのことを取り上げている[74]。
  - AKB48関連の書籍を著している放送作家の本城零次は「メディア出演は少なくとも、公演に誰よりも励んでいた彼女が報われ、総選挙はメンバーとファンの願望が成就する場であることを証明した」と評している[75]。
  - 当時チームKに所属していた河西智美は「シアターで頑張っている彼女を、ちゃんと見てくれる人たちがいっぱい居て、それが評価されて、選ばれて。本当に感動した」と述べている[72][注 5]。
  - 2012年の東京ドーム公演のオフィシャルガイドブック『AKB48東京ドームコンサート　オフィシャルムック AKB48 in TOKYO DOME〜1830mの夢〜』の選抜総選挙の特集記事では、当該選抜総選挙について「総選挙の歴史に刻まれた"佐藤亜美菜の奇跡"」との見出しをつけている[76]。

第2回（2010年）
- 2010年の17thシングル選抜総選挙（第2回）では前述のとおり18位にランクインし、選抜総選挙における2年連続の選抜入りとなった。
  - 当選挨拶では「前回8位という素晴らしい順位をいただいたのにもかかわらず、その後選抜に入ることができず、どうアピールしたらいいのかわからなくて…」と前回同様泣き続けていたが、ファンの「18位もすごいよ!」との声に笑顔を取戻し、「18位という素晴らしい順位をいただいたので、このチャンスを今度こそ絶対に逃さないように、次の選抜も自分の力で入れるように、これからも努力を惜しまず毎日がんばります」と語った[77]。
  - 「言い訳Maybe」の次のシングル「RIVER」では選抜から外れ[注 6]、「桜の栞」「ポニーテールとシュシュ」を含め、第2回選抜総選挙までシングル表題曲の選抜には一度も入ることはなかったため、「こういうイベントでしか選抜に入れないと考えた事もありました」と語っている[78]。また、「選抜に入るのが怖いと思ったことがある」とも語っている[79]。

第3回（2011年）
- 2011年の22ndシングル選抜総選挙（第3回）では前述のとおり18位にランクインし、選抜総選挙における3年連続の選抜入りとなった。
  - 「Everyday、カチューシャ」の選抜メンバーではなかったため、同曲の衣装がなく、本選挙で選抜入りしたメンバーの中では唯一「ラブ・ジャンプ」の衣装を着用して壇上での当選挨拶・記念撮影を行なっている[注 7]。
  - 当選挨拶は、事前の政見放送の公約どおり笑顔で壇上で話した。また、前年に発売された総選挙公式ガイドブックで「悲劇のヒロイン」というキャッチコピーが書かれ、「佐藤亜美菜は悲劇のヒロインぶっている」とバッシングの対象になったこともあったが、本人は「私は悲劇のヒロインになりたいわけじゃない」と自身のブログで語っている[80]。
  - 「1回目の8位は『まさかこんな順位になるなんて……』と驚いたし、2回目は10個も順位が落ちて、悩んだりもしました。でも去年は、今のAKBで18位は誇るべきことだし、この順位は自分でも納得できるなって。3回目にしてやっと、自分にふさわしい順位だなと思えたんです」と語っている[81]。

第4回（2012年）
- 2012年の27thシングル選抜総選挙（第4回）では前述のとおり21位にランクインしアンダーガールズとなったため、初めて選抜総選挙での選抜入りを逃す結果となった[注 8]。
  - 選抜総選挙を前に、日刊スポーツ同年5月8日付の選抜総選挙特集記事において、「16位以内になって、絶対に選抜に入る。それしかないので。個人的に、17位以下では意味がない。『ここで入らなかったらどこで入る』って気持ちもあります」と宣言した。
  - 投票開始後の速報では21位。メディアでも「締切直前に逆転選抜入りが注目されるメンバー」として取り上げられていた[82]。
  - 開票イベント壇上では、壇上に上がることができたことに対するファンへの感謝とともに、自分も「お局」（チームBの中では佐藤夏希と並び最年長）で、これまで以上に後輩を育てたりとか面倒を見たりしていくこと、アンダーガールズとして「君のことが好きだから[注 9]」のように、リクエストアワーセットリストベスト100でも上位ランクインをめざすことを誓った[83]。
  - 山里亮太は秋元才加・亜美菜・倉持明日香がSKE48の高柳明音たちより上位にランクインしたことから3人を「番人」と評した[84]。

第5回（2013年）
- 2013年の32ndシングル選抜総選挙（第5回）では前述のとおり33位にランクインし、2年振りの選抜入りは逃したが、ネクストガールズとして自身初のセンターの座を獲得する結果となった。

  - 4月1日、本人オフィシャルブログで第5回選抜総選挙への立候補を表明[85]。
  - 4月23日、総選挙の順位にこだわっていないという噂があるという声に対しブログでコメント。「昨日のよるね開票日の夢みたんだ！あみなはランクインしてなかった　怖いんだ^ ^;すごい　選抜はいりたい！とかゆって入れなかったらどんな顔してファンのみんなと会えばいいんだろうって考えたり　でも、それは違ったのかも　ちゃんと口に出さなきゃ叶うものも叶わないよね　がんばります　がんばりたいです　がんばらさせてください」と2年ぶり4回目の総選挙選抜入りへの決意を表明した[86]。
  - 5月23日、総選挙の速報発表が行われ、初の圏外となった。このことについて「ここからだよね　ここからだもんねって　頭では思えるんだけど　心がついていけなくて　いま電車の中で知って　つらいです吐きそうだ」とブログでコメントし、また「投票してくださったみなさん　本当にありがとうございます　そしてごめんね」とファンに謝罪した[87]。総選挙で一桁順位経験者としては初の圏外となり、スポーツ新聞などでも取り上げられた[88]。総選挙後初の放送となった『AKB48佐藤亜美菜の「この世に小文字はいりません!」』では、圏外という結果に泣きながらトークした[89]。
  - 6月8日、総選挙の結果発表が行われ、33位にランクインし、ネクストガールズ入りとなった。またAKB48加入7年目で初の単独センターを獲得した。ブログでは「真ん中の景色を初めて見た　すごく怖くて不安でした　でもその何十倍もセンターで歌える幸せを噛みしめることが出来たし　その何百倍もみんなにもらったこのチャンスを無駄にしないように　期待を裏切らないようにがんばろうっておもった」とファンへの感謝とセンターの喜びを表現し、また「ここからがスタートなのかも　変わりたいなら変わらなきゃだもんね　来年の総選挙では絶対選抜メンバーに入りたい(;_;)！！！！！」と総選挙選抜復帰への決意を表明した[90]。
  - 倉持明日香は「ネクストガールズにはチームKのメンバーがたくさんいるのでうれしい。特にセンターが亜美菜ちゃんで、亜美菜の名前が呼ばれると泣いてしまいました」と語っている[91]。また、総選挙でのスピーチでは「センターの亜美菜ちゃんを支え、ネクストを引っ張っていきます」と語っている。

### 評価
- 劇場公演のMCなどに対する評価は高く、またソロでもラジオパーソナリティーとしての能力を評価されている。
- 2008年4月に正規メンバーに昇格したが、選抜に入ることもなく、メディアへの露出機会もほとんどなかった。ファンへのアピールの回数を増やすため、他のメンバーがメディアの仕事で公演に出演できなくなると、アンダーとしてチームA、チームK、チームB、研究生、G-ROSSOというAKB48全ての劇場公演のダンスと歌を一人で覚え、そのすべての公演に出続けた。現在でこそチーム4や研究生が当たり前のようにアンダーで劇場公演に出演しているが、当時はそんなメンバーは、約50人いる正規メンバーの中で亜美菜のみだった[53]。
  - 戸賀崎智信によれば「多重録画すれば、亜美菜だけで全てのセットリストDVDが作れるんじゃないかな。それぐらい全楽曲のほとんど全てのポジションの振り付けを覚えてるんですよ」とのこと[72]。
  - 2012年時点では「今ではチームをまとめる上でのキーパーソンです。ツアーのセットリストを決めるときなど、亜美菜が中心になってやっていました。自分のことだけでなく、チーム全体を俯瞰して見ることができるようになりましたね」と語っている[81]。
- 上記のように劇場公演に出演し続けたことから、一部メディアからは“AKB劇場のエース”と称されていた[92]。
- 「AKB48のオールナイトニッポン」のディレクターだった角銅秀人からは「リスナーやスタッフとの距離感が絶妙で、ラジオ的な内輪感を作る能力がある」と評価されている[79]。
- 小林香菜は自身のブログにて「あみなは、声がキュート、女の子の中に芯がしっかりあって、AKBが本当に大好きで、仕切ってくれて、話すとめちゃめちゃ楽しい。いいねいいね！声がキュート。うらやましいね」と評している[93]。
- 大島優子は「ファンの気持ちとメンバーとしての気持ちをもってる彼女は最強だと思います。」と評している[94]。
- NMB48の山本彩は5大ドームツアーで目についたメンバーについて「はい。何やろな、板野さんとかはもちろんそうですけど、ネクストガールズの佐藤亜美菜さん。何ていうんやろ、パフォーマンスがスマートな人です。自分とはタイプが違って乱れない感じ。表情も動きもスマートで、感情が読み取りにくそうな人は、すごいなと。私はそんなにきれいに、できないので。」と語っている[95]

## 出演
太字はメインキャラクター。

### テレビアニメ
2009年
- うさるさん。（ピョコ）

2010年
- 夢色パティシエール（女性店員）

2011年
- 森田さんは無口。（メガネ娘） - 2シリーズ

2012年
- AKB0048（2012年 - 2013年、一条友歌） - 2シリーズ
- 坂道のアポロン（まり子、友達）
- リコーダーとランドセル レ♪（めがね娘）

2014年
- 大図書館の羊飼い（依頼者C）

2015年
- トリアージX（梨田織葉）
- ジュエルペット マジカルチェンジ（ねね）
- アイドルマスター シンデレラガールズ（橘ありす）

2016年
- ガーリッシュナンバー（桜ヶ丘七海）
- 少女たちは荒野を目指す（女生徒、電話A）
- それいけ!アンパンマン（クマ太）
- ドラえもん（テレビ朝日版第2期）（男児B）

2017年
- エロマンガ先生（女の子）
- アイドルマスター シンデレラガールズ劇場（2017年 - 2019年、橘ありす） - 4シリーズ

2018年
- ポプテピピック（おりこうモンキーズA）
- HUGっと!プリキュア（2018年 - 2019年、野乃ことり）
- BEATLESS（4機目のhIE、女A）
- メルヘン・メドヘン（2018年 - 2019年、アンジェリーナ・デイヴス）
- されど罪人は竜と踊る（ノジェ、ナリシア）
- 6HP/シックスハートプリンセス （数学教師）

2019年
- ブギーポップは笑わない（木下京子、教師）
- バミューダトライアングル 〜カラフル・パストラーレ〜（ナチュラ）

2021年
- ゲキドル（中村繭璃）

2023年
- アイドルマスター シンデレラガールズ U149（橘ありす）
- 鴨乃橋ロンの禁断推理（オリヒメ）

### OVA
- トリアージX（2015年、梨田織葉）※単行本12巻Blu-ray付き限定版
- 堀さんと宮村くん（2015年 - 2018年[110]、女子１、一条千佳[111]）
- アリスインデッドリースクール（2021年、高森朝代[112]）

### Webアニメ
- スーパーショートコミックス（2015年、サキ[113]）
- 未来想像記（2019年、イヴ[114]）
- アイドルマスター シンデレラガールズ劇場 Extra Stage（2020年、橘ありす）
- ブライスドールズトーク（2021年、ソフィア）
- CINDERELLA GIRLS 10th Anniversary Celebration Animation ETERNITY MEMORIES（2022年、橘ありす）

### ゲーム
2009年
- 闘真伝（リリス）

2014年
- ドーリィ♪カノン ドキドキ♪トキメキ♪ ヒミツの音楽活動スタートでぇ〜す!!（レミ）
- アイドルマスター シンデレラガールズ（2014年 - 2024年、橘ありす） - 2作品

2015年
- インフィニット・ドライブ（ミーリア、アニス、リンカ）
- ソードアート・オンライン コード・レジスタ（フェリシア）
- モンスターハンター エクスプロア（ナタリー）
- リベリオン ブレイド（リーフ）

2016年
- あんさんぶるガールズ!!（三善かなえ）

2017年
- ウチの姫さまがいちばんカワイイ（ピコ・ウルフィア）
- 戦艦ストライク（絹代、キャロル）
- 天華百剣 -斬-（江雪左文字）
- 編隊少女 -フォーメーションガールズ-（シャーロット・ボング）

2021年
- ブラック・サージナイト（早霜）

2022年
- アイドルマスター ポップリンクス（橘ありす）
- カウンターサイド（リコリス）

### ドラマCD
2015年
- 「普通の女子校生が【ろこどる】やってみた。」ソング＆ドラマアルバム〜のんびり屋のゆかりさんと…〜オリジナルCDドラマ「縁の日常篇」（エミリー）
- 放送禁止。（坂口万優架）

2016年
- アイドルマスター シンデレラガールズ シリーズ（橘ありす）
  - テレビアニメ BD / DVD 第8巻 完全生産限定版特典ドラマCD「Challenges to change」
  - 一番くじオリジナルCD3

2017年
- アイドルマスター シンデレラガールズ U149（橘ありす）※第1 - 2巻特別版オリジナルCD
- マギクラフト・マイスター10.5 ドラマCDブックレット（エルザ）

### 吹き替え
2015年
- ジョニーテスト（メアリー・テスト）
- スーパーナチュラル　シーズン10
- スモッシュ・ザ・ムービー（BUTT MASSAGE GIRL）
- しあわせはどこにある
- ゼロの未来
- ホーム・スイート・ヘル/キレたわたしの完全犯罪（アリソン）
- Re:LIFE〜リライフ〜（アンドレア）

2016年
- ドローン・オブ・ウォー
- Empire 成功の代償（ローラ）
- ホリデーズ（女の子）
- アウトランダー
- ヒットマン:エージェント47
- Dearダニー 君へのうた（ホープ）
- スーパーナチュラル シーズン11
- クレイジー・エックス・ガールフレンド
- MR. ROBOT/ミスター・ロボット
- リバース

2017年
- グレッグのダメ日記4（ブランディ）

2018年
- レモニー・スニケットの世にも不幸せな物語（カーメリタ・スパッツ）

2019年
- スピリット: 自由に駆け抜けて －ポニー物語－（アビゲイル・ストーン）
- BULL / ブル3 法廷を操る男
- あっちいって ユニコーン!（アリス）
- スピリット: 自由に駆け抜けて －クリスマス・スピリット－（アビゲイル・ストーン）

2020年
- ボス・ベイビー: ビジネスは赤ちゃんにおまかせ!
- スピリット: 自由に駆け抜けて －ライディング・アカデミー－（アビゲイル・ストーン）

2021年
- カルマのラップ・ワールド（カルマ）
- L.O.L. サプライズ! ザ・ムービー 〜映画の魔法〜（ビー／エヴァ）
- スピリット 未知への冒険（アビゲイル・ストーン）

2022年
- でっかくなっちゃった赤い子犬 僕はクリフォード（イザベル）

### ナレーション
CM
- キャンメイク 「2人の八木アリサ」篇・「HAPPY ILLUST」篇・「ティーパーティー」篇・「待合わせ」篇

テレビ番組
- BS釣りビジョン「オフショアレボリューションNEXT」-レギュラー
- 日本テレビ系列「さんま&岡村祭り オトコってバカね」

### バラエティ
- 玉ニュータウン（2012年2月4日 - 2月18日、2012年4月6日 - 2013年3月15日、テレビ埼玉）

### テレビドラマ
- 続・平成夫婦茶碗[139]（2002年1月9日 - 3月20日、日本テレビ）
- マジすか学園（2010年2月5日 - 3月26日、テレビ東京） - チハル 役
- 桜からの手紙 〜AKB48 それぞれの卒業物語〜（2011年2月26日 - 3月6日、日本テレビ） - 佐藤亜美菜 役
- マジすか学園2（2011年4月22日 - 7月1日、テレビ東京） - チハル 役
- So long ! 第2夜（2013年2月12日、日本テレビ）

### 舞台
- ブロードウェイ・ミュージカル『フットルース』（2009年11月3日 - 8日、東京芸術劇場 / 12月5日、神戸国際会館 こくさいホール / 12月7日、iichikoグランシアタ / 12月12日・13日、名鉄ホール） - アーリーン 役[140][141]
- アトリエ・ダンカンプロデュース音楽劇『ACT泉鏡花』（2010年10月1日 - 10日、東京グローブ座 / 12日、仙台電力ホール / 15日、名鉄ホール / 17日、長崎市公会堂 / 20日、京都芸術劇場春秋座 / 23日・24日、北國新聞赤羽ホール）
- 『DUMP SHOW!』（2011年7月16日 - 31日、サンシャイン劇場 / 8月10日 - 14日、サンケイホールブリーゼ） - 春香 役（倉持明日香とのダブルキャスト）
- ブロードウェイ・ミュージカル『BLUES IN THE NIGHT』（2011年9月30日 - 10月9日、天王洲 銀河劇場 / 10月13日、札幌市教育文化会館 / 10月15日、七飯町文化センター / 10月19日・20日、新歌舞伎座 / 10月30日、御園座）- GIRL （若い娘）役（片山陽加とのダブルキャスト）
- 木の実ナナ50周年記念コンサート『SHOW GIRLの時間旅行』（2012年5月29日 - 6月2日、ル・テアトル銀座 / 6月16日、森ノ宮ピロティホール）
- ミュージカル『SEMPO -日本のシンドラー 杉原千畝物語-』（2013年9月10日 - 29日、新国立劇場中劇場） - 杉原節子 役（片山陽加とのダブルキャスト）[142]
- Askプロデュース 第6弾『WORLD』（2013年10月18日 - 27日、シアター1010） - 飯島くるみ 役[143]
- ウイングシアターPresents ミュージカル『パパの誕生日』
  - 2013年12月25日・26日、座・高円寺 2 - 天使ミカエル 役
  - 2014年7月18日 - 26日、東京芸術劇場 シアターイースト - 真冬 役

### イベント
- THANKS FOR YOUR SUPPORT! スペシャルイベント＠原宿アストロホール（2011年11月3日、原宿アストロホール）
- 佐藤亜美菜の大人を動かそう!〜AKB48カフェ&ショップ プロデュース第1弾〜（2012年4月25日、AKB48 CAFE&SHOP AKIHABARA）

### ラジオ
- AKB48佐藤亜美菜の「この世に小文字はいりません!」→佐藤亜美菜の「この世に小文字はいりません!」（2011年4月5日 - 2016年3月、ラジオ日本）
- リッスン? 〜Live 4 Life〜（2011年11月29日 - 2013年3月12日、文化放送） - パーソナリティー（不定期出演）
- 佐藤亜美菜のFMあみねーしよんちやんねる（2012年11月8日 - 2013年4月25日、FM西東京[144][145]）
- 佐藤亜美菜のアミメン!（2016年4月4日 - 2021年12月13日、超!A&G+[20]）

### ラジオドラマ
- エブ★ラジ 夜の連続スマホ小説 2014年10月度作品「放送禁止。」（2014年10月12日 - 11月2日、TBSラジオ） - 坂口万優架 役[146]
- 青春アドベンチャー（NHK-FM）
  - 『嘘の木』（2023年11月20日 - 28日）[147][148]
  - 『天涯の砦』（2025年3月10日 - 28日）[149] - 佐久間啓太 役

### ネット配信
- あみなとニコニコ。（2011年3月24日 - 2013年3月29日、ニコニコ動画）
- AKB48のメンバーが参加する向谷実のニコニコ生レコーディング Vol.2（2013年2月23日、ニコニコ生放送）

### PV
- 松任谷由実「幸せになるために」[150]
- AI「U Can Do」[139]

### 映像商品
- こどものこわい話 2000 戻ってきた人形（2000年、バンダイビジュアル） - 香奈 役[9]（声 : 野沢雅子）
- THE IDOLM@STER CINDERELLA GIRLS 3rdLIVE シンデレラの舞踏会 -Power of Smile- Blu-ray Day2（2016年）[151]
- Animelo Summer Live 2016 刻-TOKI- 8.26（2017年）[152][153]
- ラジオ アイドルマスター シンデレラガールズ『デレラジ』DVD Vol.9（2017年）[154]
- THE IDOLM@STER CINDERELLA GIRLS 4thLIVE TriCastle Story（2017年）[155]
- THE IDOLM@STER CINDERELLA GIRLS 5thLIVE TOUR Serendipity Parade!!!＠MIYAGI[156], ＠MAKUHARI[157], @SAITAMA SUPER ARENA[158]（2018年）
- THE IDOLM@STER CINDERELLA GIRLS 6thLIVE MERRY-GO-ROUNDOME!!! @METLIFE DOME（2019年）
- THE IDOLM@STER CINDERELLA GIRLS 7thLIVE TOUR Special 3chord♪ Comical Pops! @MAKUHARI MESSE（2020年）
- THE IDOLM@STER CINDERELLA GIRLS 7thLIVE TOUR Special 3chord♪ Glowing Rock! @KYOCERA DOME OSAKA (2020年)

### その他
- アニメ『アイドルマスター シンデレラガールズ劇場 2nd SEASON』DVD/BD 第3巻 特典CD「なんちゃってコメンタリー」[159]

## ディスコグラフィ

### AKB48在籍時の参加楽曲

#### シングルCD選抜楽曲
- 言い訳Maybe
- 「RIVER」に収録
  - 君のことが好きだから - 「アンダーガールズ」名義
- 「ポニーテールとシュシュ」に収録
  - 盗まれた唇 - 「アンダーガールズ」名義
- ヘビーローテーション
- 「Beginner」に収録
  - 泣ける場所 - 「DIVA」名義
- 「チャンスの順番」に収録
  - ラブ・ジャンプ - 「チームB」名義
- 「桜の木になろう」に収録
  - エリアK - 「DIVA」名義
- 「Everyday、カチューシャ」に収録
  - 人の力 - 「アンダーガールズ」名義
- フライングゲット
- 「風は吹いている」に収録
  - ゴンドラリフト - 「アンダーガールズ ゆり組」名義
- 「上からマリコ」に収録
  - 呼び捨てファンタジー - 「チームB」名義
- 「GIVE ME FIVE!」に収録
  - 羊飼いの旅 - 「スペシャルガールズB」名義
- 「真夏のSounds good !」に収録
  - 3つの涙 - 「スペシャルガールズ」名義
- 「ギンガムチェック」に収録
  - なんてボヘミアン - 「アンダーガールズ」名義
- 「UZA」に収録
  - スクラップ＆ビルド - 「チームK」名義
- 「永遠プレッシャー」に収録
  - 私たちのReason
- 「So long !」に収録
  - 夕陽マリー - 「大島TeamK」名義
- 「さよならクロール」に収録
  - How come ? - 「Team K」名義
- 「恋するフォーチュンクッキー」に収録
  - 今度こそエクスタシー - 「ネクストガールズ」名義
- 「ハート・エレキ」に収録
  - 細雪リグレット - 「Team K」名義

#### アルバムCD選抜楽曲
- 「神曲たち」に収録
  - 君と虹と太陽と
- 「ここにいたこと」に収録
  - 恋愛サーカス - 「チームB」名義
  - 人魚のバカンス
  - ここにいたこと - 「AKB48+SKE48+SDN48+NMB48」名義
- 「1830m」に収録
  - ノーカン - 「チームB」名義
  - ぐ〜ぐ〜おなか
  - 青空よ 寂しくないか? - 「AKB48+SKE48+NMB48+HKT48」に収録
- 「次の足跡」に収録
  - 共犯者 - 「Team K」名義

#### 劇場公演曲
ひまわり組 1st Stage「僕の太陽」公演
- 僕とジュリエットとジェットコースター 
※小嶋陽菜のスタンバイ。

ひまわり組 2nd Stage「夢を死なせるわけにいかない」公演
- Confession
※大島優子のスタンバイ。

チームA 4th Stage「ただいま恋愛中」リバイバル公演
- 春が来るまで

チームA 5th Stage「恋愛禁止条例」公演
- ツンデレ!
- ハート型ウイルス ※
※川崎希のユニットアンダー

チームK 4th Stage「最終ベルが鳴る」公演
※河西智美の全員曲アンダー（「支え」除く）
チームK 5th Stage「逆上がり」公演
- 抱きしめられたら
※河西のユニットアンダー

THEATRE G-ROSSO 「夢を死なせるわけにいかない」公演
- Confession
※大島・浅居円のスタンバイ。

チームB 5th Stage「シアターの女神」公演
- キャンディー
※河西休演時は河西ポジションで出演（柏木由紀が佐藤のユニットアンダー）

大島チームK ウェイティング公演
- 誘惑のガーター(ユニットセンター)
※秋元才加のユニットアンダー。秋元卒業後は正規ポジションとなっている。
- キャンディー
※永尾まりやのユニットアンダー。シアターの女神公演時代の正規ポジション。
- あなたとクリスマスイブ 
※秋元才加のユニットアンダー。
- 向日葵 
※鈴木紫帆里のユニットアンダー。

#### 企画ユニット曲
チームZ名義
- 恋のお縄

#### その他
向谷倶楽部との共同
- もうこんなじかん - 佐藤と倉持明日香・中村麻里子のユニット。作詞も佐藤が手がけた。作曲・編曲の向谷実（元カシオペア）とともに2013年2月23日のニコニコ生放送でレコーディング配信。iTunesで発売。

### キャラクターソング
| 発売日   | 商品名                                                                                               | 歌 | 楽曲                                                  | 備考                                                                       |
| 2015年   | 2015年                                                                                               | 2015年 | 2015年                                                | 2015年                                                                     |
| -------- | --- | --- | ----------------------------------------------------- | -------------------------------------------------------------------------- |
| 7月31日  | トリアージX BD・DVD第2巻特典CD                                                                       | 梨田織葉（佐藤亜美菜） | 「ビッグバンLOVE!!」                                  | テレビアニメ『トリアージX』挿入歌                                          |
| 7月31日  | トリアージX BD・DVD第2巻特典CD                                                                       | 三日月はろん（野水伊織）、三日月すみれ（幸田夢波）、梨田織葉（佐藤亜美菜） | 「トリニティインフィニティ」                          | テレビアニメ『トリアージX』挿入歌                                          |
| 8月6日   | - | ミーリア（佐藤亜美菜） | 「Drivin’ To The Future」                             | ゲーム『インフィニット・ドライブ』主題歌                                   |
| 9月2日   | トリアージX ミュージック・コレクション                                                               | 梨田織葉（佐藤亜美菜） | 「ビッグバンLOVE!! -TV Size-」                        | テレビアニメ『トリアージX』挿入歌                                          |
| 9月2日   | トリアージX ミュージック・コレクション                                                               | 梨田織葉（佐藤亜美菜） | 「トリニティ・インフィニティ(織葉ソロヴァージョン)」  | テレビアニメ『トリアージX』関連曲                                          |
| 11月18日 | THE IDOLM@STER CINDERELLA MASTER 036 橘ありす                                                        | 橘ありす（佐藤亜美菜） | 「in fact」                                           | ゲーム『アイドルマスター シンデレラガールズ』関連曲                        |
| 2016年   | | |                                                       |                                                                            |
| 6月29日  | THE IDOLM@STER CINDERELLA MASTER Cool jewelries! 003                                                 | 鷺沢文香（M・A・O）、速水奏（飯田友子）、橘ありす（佐藤亜美菜）、塩見周子（ルゥティン）、二宮飛鳥（青木志貴） | 「咲いてJewel」 「Near to You」                       | ゲーム『アイドルマスター シンデレラガールズ』関連曲                        |
| 6月29日  | THE IDOLM@STER CINDERELLA MASTER Cool jewelries! 003                                                 | 橘ありす（佐藤亜美菜） | 「きみにとどけ」                                      | ゲーム『アイドルマスター シンデレラガールズ』関連曲                        |
| 7月27日  | THE IDOLM@STER CINDERELLA GIRLS STARLIGHT MASTER 04 生存本能ヴァルキュリア                           | 新田美波（洲崎綾）、高森藍子（金子有希）、鷺沢文香（M・A・O）、橘ありす（佐藤亜美菜）、相葉夕美（木村珠莉） | 「生存本能ヴァルキュリア（M@STER VERSION）」          | ゲーム『アイドルマスター シンデレラガールズ スターライトステージ』関連曲   |
| 12月14日 | いただき☆ハイテンション/SSS                                                                          | 桜ヶ丘七海（佐藤亜美菜） | 「SSS」                                               | テレビアニメ『ガーリッシュ ナンバー』挿入歌                                |
| 12月21日 | 明日への途中で                                                                                       | ガーリッシュ ナンバー + 桜ヶ丘七海（佐藤亜美菜） | 「明日への途中で」                                    | テレビアニメ『ガーリッシュ ナンバー』挿入歌                                |
| 2017年   | | |                                                       |                                                                            |
| 2月8日   | THE IDOLM@STER CINDERELLA MASTER EVERMORE                                                            | 相葉夕美（木村珠莉）、五十嵐響子（種﨑敦美）、市原仁奈（久野美咲）、一ノ瀬志希（藍原ことみ）、大槻唯（山下七海）、片桐早苗（和氣あず未）、鷺沢文香（M・A・O）、櫻井桃華（照井春佳）、塩見周子（ルゥティン）、橘ありす（佐藤亜美菜）、中野有香（下地紫野）、二宮飛鳥（青木志貴）、速水奏（飯田友子）、姫川友紀（杜野まこ）、宮本フレデリカ（髙野麻美） | 「Near to You」                                       | ゲーム『アイドルマスター シンデレラガールズ』関連曲                        |
| 2月8日   | THE IDOLM@STER CINDERELLA MASTER EVERMORE                                                            | 大橋彩香、福原綾香、原紗友里、藍原ことみ、青木志貴、青木瑠璃子、飯田友子、五十嵐裕美、今井麻夏、上坂すみれ、内田真礼、桜咲千依、大空直美、大坪由佳、金子真由美、金子有希、木村珠莉、黒沢ともよ、佐藤亜美菜、下地紫野、洲崎綾、鈴木絵理、髙野麻美、高森奈津美、立花理香、種﨑敦美、千菅春香、東山奈央、長島光那、原優子、早見沙織、春瀬なつみ、渕上舞、牧野由依、松井恵理子、松嵜麗、三宅麻理恵、村中知、杜野まこ、安野希世乃、山下七海、山本希望、佳村はるか、ルゥティン、和氣あず未 | 「EVERMORE（4thLIVE MIX）」                           | ゲーム『アイドルマスター シンデレラガールズ』関連曲                        |
| 3月29日  | ガーリッシュ ナンバー / キャラクターソング・ミニアルバム〜Growing!〜                                 | 桜ヶ丘七海（佐藤亜美菜） | 「イッツオーライ！」                                  | テレビアニメ『ガーリッシュ ナンバー』関連曲                                |
| 3月29日  | ガーリッシュ ナンバー / キャラクターソング・ミニアルバム〜Growing!〜                                 | ガーリッシュ ナンバー + 桜ヶ丘七海（佐藤亜美菜） | 「Growing!」                                          | テレビアニメ『ガーリッシュ ナンバー』関連曲                                |
| 5月13日  | THE IDOLM@STER CINDERELLA GIRLS 5thLIVE TOUR Serendipity Parade!!! 宮城・石川・大阪 会場オリジナルCD | 橘ありす（佐藤亜美菜） | 「生存本能ヴァルキュリア（M@STER VERSION）」          | ゲーム『アイドルマスター シンデレラガールズ スターライトステージ』関連曲   |
| 7月28日  | アイドルマスター シンデレラガールズ U149 第1巻特別版特典CD                                           | 櫻井桃華（照井春佳）、橘ありす（佐藤亜美菜） | 「ハイファイ☆デイズ（M@STER VERSION）」               | 漫画『アイドルマスター シンデレラガールズ U149』関連曲                     |
| 7月28日  | アイドルマスター シンデレラガールズ U149 第1巻特別版特典CD                                           | 橘ありす（佐藤亜美菜） | 「お願い！シンデレラ（M@STER VERSION）」              | 漫画『アイドルマスター シンデレラガールズ U149』関連曲                     |
| 8月9日   | THE IDOLM@STER CINDERELLA GIRLS MASTER SEASONS SUMMER!                                               | 塩見周子（ルゥティン）、橘ありす（佐藤亜美菜）、松永涼（千菅春香） | 「夏恋 -NATSU KOI-」                                  | ゲーム『アイドルマスター シンデレラガールズ』関連曲                        |
| 2018年   | | |                                                       |                                                                            |
| 5月30日  | アイドルマスター シンデレラガールズ U149 第3巻特別版特典CD                                           | 櫻井桃華（照井春佳）、佐々木千枝（今井麻夏）、橘ありす（佐藤亜美菜）、結城晴（小市眞琴）、龍崎薫（春瀬なつみ） | 「ドレミファクトリー！」                              | 漫画『アイドルマスター シンデレラガールズ U149』関連曲                     |
| 9月12日  | THE IDOLM@STER CINDERELLA GIRLS LITTLE STARS! なつっこ音頭                                           | 赤城みりあ（黒沢ともよ）、城ヶ崎莉嘉（山本希望）、橘ありす（佐藤亜美菜）、結城晴（小市眞琴）、龍崎薫（春瀬なつみ） | 「なつっこ音頭」                                      | テレビアニメ『アイドルマスター シンデレラガールズ劇場』エンディングテーマ  |
| 9月12日  | THE IDOLM@STER CINDERELLA GIRLS LITTLE STARS! なつっこ音頭                                           | 橘ありす（佐藤亜美菜） | 「なつっこ音頭」                                      | テレビアニメ『アイドルマスター シンデレラガールズ劇場』関連曲              |
| 10月30日 | アイドルマスター シンデレラガールズ U149 第4巻特別版特典CD                                           | 渋谷凛（福原綾香）、橘ありす（佐藤亜美菜） | 「Nation Blue」                                       | 漫画『アイドルマスター シンデレラガールズ U149』関連曲                     |
| 11月9日  | THE IDOLM@STER CINDERELLA GIRLS 6thLIVE MERRY-GO-ROUNDOME!!! MASTER SEASONS SUMMER! SOLO REMIX       | 橘ありす（佐藤亜美菜） | 「夏恋 -NATSU KOI-」                                  | ゲーム『アイドルマスター シンデレラガールズ』関連曲                        |
| 2019年   | | |                                                       |                                                                            |
| 3月20日  | THE IDOLM@STER CINDERELLA GIRLS STARLIGHT MASTER 27 Vast world                                       | 橘ありす（佐藤亜美菜） | 「to you for me」                                     | ゲーム『アイドルマスター シンデレラガールズ スターライトステージ』関連曲   |
| 4月17日  | 百華繚乱                                                                                             | 江雪左文字（佐藤亜美菜）、小烏丸（大和田仁美）、武蔵正宗（金魚わかな) | 「夏色紋様」                                          | ゲーム『天華百剣 -斬-』関連曲                                              |
| 4月17日  | 百華繚乱                                                                                             | SAMONJI | 「刀身をやさしくタップ♡」                             | ゲーム『天華百剣 -斬-』関連曲                                              |
| 12月11日 | THE IDOLM@STER CINDERELLA GIRLS STARLIGHT MASTER 34 Sunshine See May                                 | 橘ありす（佐藤亜美菜）、速水奏（飯田友子） | 「サヨナラバス」                                      | ゲーム『アイドルマスター シンデレラガールズ スターライトステージ』関連曲   |
| 2020年   | | |                                                       |                                                                            |
| 4月29日  | 百華繚乱 弐                                                                                          | SAMONJI | 「GO-MA-N-E-TSU」                                     | ゲーム『天華百剣 -斬-』関連曲                                              |
| 7月1日   | THE IDOLM@STER CINDERELLA MASTER 3chord for the Rock!                                                | 櫻井桃華（照井春佳）、橘ありす（佐藤亜美菜）、村上巴（花井美春） | 「イケナイGO AHEAD」                                  | ゲーム『アイドルマスター シンデレラガールズ』関連曲                        |
| 2021年   | | |                                                       |                                                                            |
| 3月3日   | ゲキドル SONG COLLECTION                                                                             | 守野せりあ（赤尾ひかる）、各務あいり（持田千妃来）、中村繭璃（佐藤亜美菜）、浅葱晃（山本希望）、藤田愛美（髙野麻美）、山本和春（秋吉あや） | 「ゲキドル！」 「時の翼 Chrono Geizer」               | テレビアニメ『ゲキドル』オープニングテーマ                                 |
| 3月3日   | ゲキドル SONG COLLECTION                                                                             | 守野せりあ（赤尾ひかる）、各務あいり（持田千妃来）、中村繭璃（佐藤亜美菜）、浅葱晃（山本希望）、藤田愛美（髙野麻美）、山本和春（秋吉あや） | 「アクトレスガール」 「アリスインデッドリースクール」 | テレビアニメ『ゲキドル』挿入歌                                             |
| 3月3日   | ゲキドル SONG COLLECTION                                                                             | 守野せりあ（赤尾ひかる）、各務あいり（持田千妃来）、中村繭璃（佐藤亜美菜）、浅葱晃（山本希望）、藤田愛美（髙野麻美）、山本和春（秋吉あや）、雛咲いずみ（諏訪彩花） | 「流れ星」                                            | テレビアニメ『ゲキドル』挿入歌                                             |
| 4月30日  | アイドルマスター シンデレラガールズ U149 第7巻特別版特典CD                                           | 日野茜（赤﨑千夏）、橘ありす（佐藤亜美菜） | 「サマカニ!!」                                        | 漫画『アイドルマスター シンデレラガールズ U149』関連曲                     |
| 9月22日  | THE IDOLM@STER CINDERELLA GIRLS STARLIGHT MASTER GOLD RUSH! 10 Hungry Bambi                          | 佐々木千枝（今井麻夏）、市原仁奈（久野美咲）、橘ありす（佐藤亜美菜）、龍崎薫（春瀬なつみ）、棟方愛海（藤本彩花）、遊佐こずえ（花谷麻妃） | 「Hungry Bambi（M@STER VERSION）」                    | ゲーム『アイドルマスター シンデレラガールズ スターライトステージ』関連曲   |
| 9月22日  | THE IDOLM@STER CINDERELLA GIRLS STARLIGHT MASTER GOLD RUSH! 10 Hungry Bambi                          | 橘ありす（佐藤亜美菜） | 「Hungry Bambi（M@STER VERSION）」                    | ゲーム『アイドルマスター シンデレラガールズ スターライトステージ』関連曲   |
| 11月24日 | THE IDOLM@STER CINDERELLA MASTER EVERLASTING                                                         | 本田未央（原紗友里）、辻野あかり（梅澤めぐ）、双葉杏（五十嵐裕美）、木村夏樹（安野希世乃）、アナスタシア（上坂すみれ）、ナターリア（生田輝）、 橘ありす（佐藤亜美菜）、輿水幸子（竹達彩奈）、依田芳乃（高田憂希）、川島瑞樹（東山奈央） | 「EVERLASTING（M@STER VERSION）」                     | ゲーム『アイドルマスター シンデレラガールズ』関連曲                        |
| 11月24日 | THE IDOLM@STER CINDERELLA MASTER EVERLASTING                                                         | 橘ありす（佐藤亜美菜） | 「EVERLASTING（M@STER VERSION）」                     | ゲーム『アイドルマスター シンデレラガールズ』関連曲                        |
| 2022年   | | |                                                       |                                                                            |
| 4月8日   | アイドルマスター シンデレラガールズ U149 第10巻特別版特典CD                                          | 渋谷凛（福原綾香）、橘ありす（佐藤亜美菜） | 「生存本能ヴァルキュリア」                            | 漫画『アイドルマスター シンデレラガールズ U149』関連曲                     |
| 2023年   | | |                                                       |                                                                            |
| 2月11日  | THE IDOLM@STER M@STERS OF IDOL WORLD!!!!! 2023 明日きみにJewel                                       | 橘ありす（佐藤亜美菜） | 「咲いてJewel」                                       | ゲーム『アイドルマスター シンデレラガールズ』関連曲                        |
| 4月19日  | THE IDOLM@STER CINDERELLA GIRLS U149 ANIMATION MASTER 01 Shine In The Sky☆                           | U149 | 「Shine In The Sky☆」                                 | テレビアニメ『アイドルマスター シンデレラガールズ U149』オープニングテーマ |
| 4月19日  | THE IDOLM@STER CINDERELLA GIRLS U149 ANIMATION MASTER 01 Shine In The Sky☆                           | 橘ありす（佐藤亜美菜） | 「Shine In The Sky☆」                                 | テレビアニメ『アイドルマスター シンデレラガールズ U149』関連曲             |
| 5月10日  | THE IDOLM@STER CINDERELLA GIRLS U149 ANIMATION MASTER 02 よりみちリトルスター                        | U149 | 「よりみちリトルスター」                              | テレビアニメ『アイドルマスター シンデレラガールズ U149』エンディングテーマ |
| 6月21日  | THE IDOLM@STER CINDERELLA GIRLS U149 ANIMATION MASTER 04 ゼロトゥワン!!                              | U149 | 「ゼロトゥワン!!」                                    | テレビアニメ『アイドルマスター シンデレラガールズ U149』挿入歌             |
| 6月28日  | THE IDOLM@STER CINDERELLA GIRLS U149 ANIMATION MASTER 05 グッデイ・グッナイ                          | U149 | 「グッデイ・グッナイ」                                | テレビアニメ『アイドルマスター シンデレラガールズ U149』エンディングテーマ |
| 6月28日  | THE IDOLM@STER CINDERELLA GIRLS U149 ANIMATION MASTER 05 グッデイ・グッナイ                          | 橘ありす（佐藤亜美菜）、結城晴（小市眞琴）、龍崎薫（春瀬なつみ） | 「SUN♡FLOWER」                                        | テレビアニメ『アイドルマスター シンデレラガールズ U149』挿入歌             |
| 6月28日  | THE IDOLM@STER CINDERELLA GIRLS U149 ANIMATION MASTER 05 グッデイ・グッナイ                          | U149 | 「ドレミファクトリー！」                              | テレビアニメ『アイドルマスター シンデレラガールズ U149』挿入歌             |
| 7月5日   | THE IDOLM@STER CINDERELLA GIRLS U149 ANIMATION MASTER 06 キラメキ☆                                   | U149 | 「キラメキ☆」                                         | テレビアニメ『アイドルマスター シンデレラガールズ U149』挿入歌             |
| 7月5日   | THE IDOLM@STER CINDERELLA GIRLS U149 ANIMATION MASTER 06 キラメキ☆                                   | 橘ありす（佐藤亜美菜） | 「キラメキ☆」                                         | テレビアニメ『アイドルマスター シンデレラガールズ U149』関連曲             |
| 12月20日 | THE IDOLM@STER CINDERELLA GIRLS U149 ANIMATION MASTER 07 ORIGINAL SOUNDTRACK                         | 橘ありす（佐藤亜美菜） | 「お願い！シンデレラ（VOCAL LESSON VERSION）」        | テレビアニメ『アイドルマスター シンデレラガールズ U149』劇中歌             |
| 2024年   | | |                                                       |                                                                            |
| 2月3日   | THE IDOLM@STER CINDERELLA GIRLS UNIT LIVE TOUR ConnecTrip! 石川公演&山形公演&岩手公演オリジナルCD    | 橘ありす（佐藤亜美菜） | 「ゼロトゥワン!!」                                    | テレビアニメ『アイドルマスター シンデレラガールズ U149』関連曲             |
| 4月6日   | THE IDOLM@STER CINDERELLA GIRLS UNIT LIVE TOUR ConnecTrip! 大阪公演&福岡公演&東京公演オリジナルCD    | 橘ありす（佐藤亜美菜） | 「グッデイ・グッナイ」 「SUN♡FLOWER」                 | テレビアニメ『アイドルマスター シンデレラガールズ U149』関連曲             |

## 出版

### 雑誌連載
- 週刊ヤングジャンプ（2011年6月9日 - 、集英社） - YJ7のメンバーとして「AKB48何だかいろいろ連載 ぐるぐる48」でダイエット企画「あみなちやんGET!びゆうてぃ〜」を連載。

### カレンダー
- 佐藤亜美菜 2011年カレンダー（2010年9月20日、ハゴロモ）
- 佐藤亜美菜 2012 ポスタータイプカレンダー（2011年11月19日、ハゴロモ）
- 佐藤亜美菜 2012 TOKYOデートカレンダー（2011年11月29日、ハゴロモ）
- 卓上 AKB48-137 佐藤亜美菜 カレンダー2013年（2012年12月7日、ハゴロモ）
- 卓上 佐藤亜美菜 カレンダー2014年（2013年12月6日、ハゴロモ）